# قصرنبا

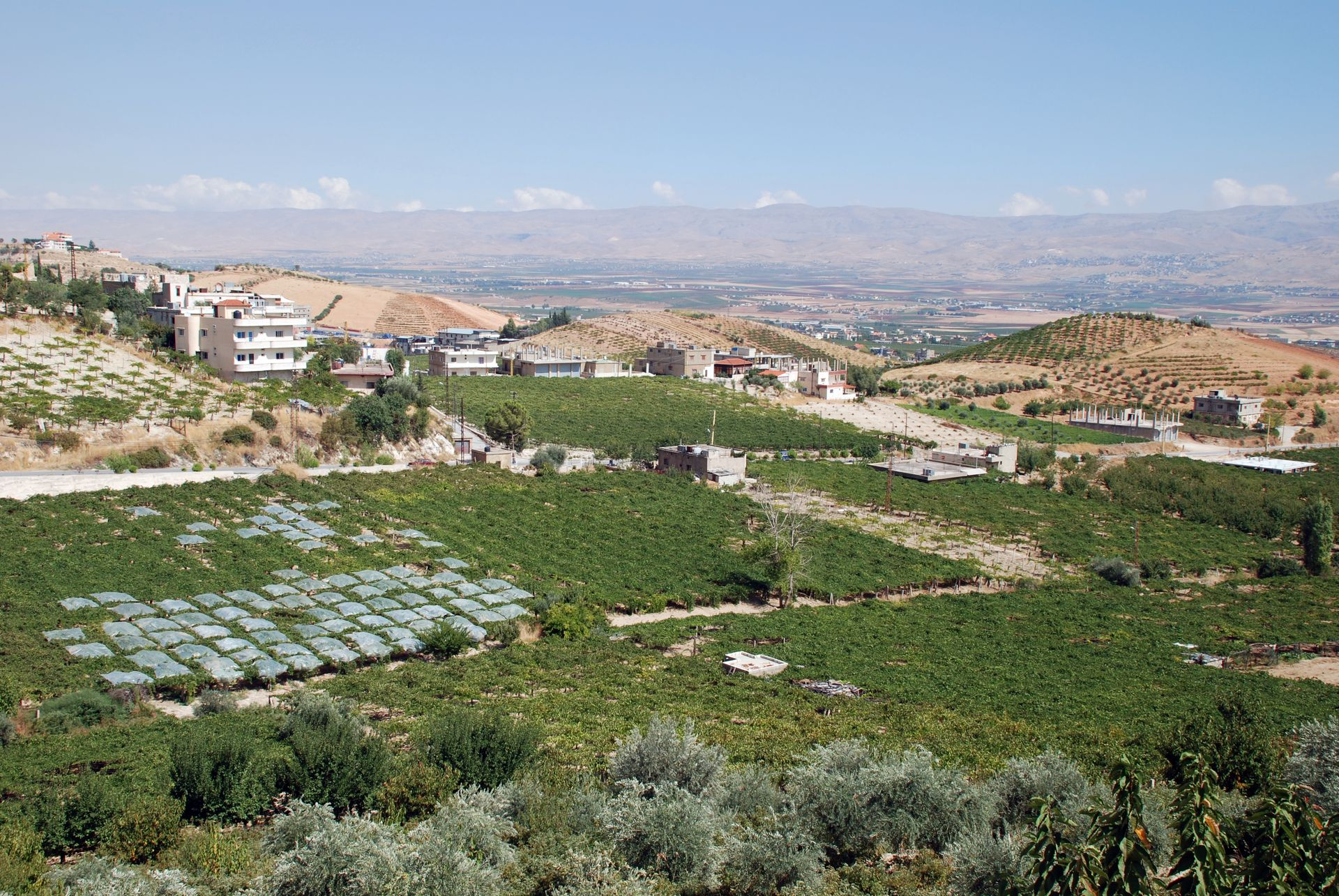
قرية قصرنبا في بعلبك بلبنان

قصرنبا بلدة من قرى قضاء بعلبك في محافظة بعلبك الهرمل. تقع في السفح الشرقي لسلسلة جبال لبنان الغربية.

## جغرافيتها
تقع البلدة على بعد 65 كلم من بيروت على علو 1190م عن سطح البحر ومساحتها 4كلم2.